# (2869) Nepryadva

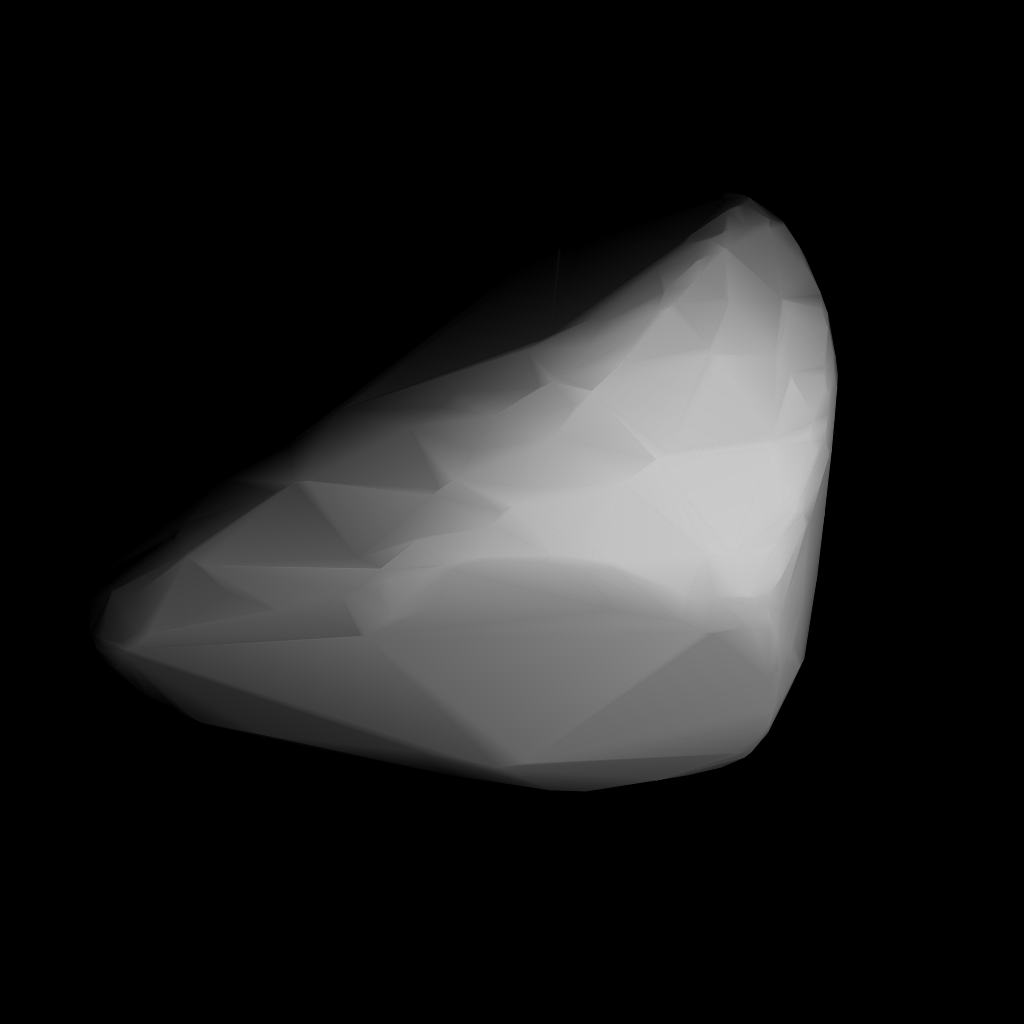

(2869) Nepryadva est un astéroïde de la ceinture principale.

## Description
(2869) Nepryadva est un astéroïde de la ceinture principale. Il fut découvert le 7 septembre 1980 à Naoutchnyï par Nikolaï Tchernykh. Il présente une orbite caractérisée par un demi-grand axe de 2,64 UA, une excentricité de 0,17 et une inclinaison de 12,9° par rapport à l'écliptique.

## Compléments